# MLB All-Star Game 2023
MLB All-Star Game 2023 – 93. Mecz Gwiazd ligi MLB, który rozegrano 11 lipca 2023 roku na stadionie T-Mobile Park w Seattle.
Decyzja o przyznaniu Seattle organizacji meczu została ogłoszona 14 września 2021 roku był to drugi Mecz Gwiazd w tym mieście, poprzedni został rozegrany w 1979 i 2001 roku. Menadżerami obydwu zespołów byli Rob Thomson z Philadelphia Phillies, mistrza National League 2022 oraz Dusty Baker z Houston Astros, mistrza American League 2022. Mecz zakończył się zwycięstwem drużyny National League 3:2, a MVP meczu został Elías Díaz z Colorado Rockies.

## Wyjściowe składy
| National League | National League  | National League      | National League | Amerucan League | Amerucan League | Amerucan League    | Amerucan League |
| #               | Zawodnik         | Klub                 | Pozycja         | #               | Zawodnik        | Klub               | Pozycja         |
| --------------- | ---------------- | -------------------- | --------------- | --------------- | --------------- | ------------------ | --------------- |
| 1               | Ronald Acuna Jr. | Atlanta Braves       | RF              | 1               | Marcus Semien   | Texas Rangers      | 2B              |
| 2               | Freddie Freeman  | Los Angeles Dodgers  | 1B              | 2               | Shohei Ohtani   | Los Angeles Angels | DH              |
| 3               | Mookie Betts     | Los Angeles Dodgers  | CF              | 3               | Randy Arozarena | Tampa Bay Rays     | LF              |
| 4               | J.D. Martinez    | Los Angeles Dodgers  | DH              | 4               | Corey Seager    | Texas Rangers      | SS              |
| 5               | Nolan Arenado    | St. Louis Cardinals  | 3B              | 5               | Yandy Díaz      | Tampa Bay Rays     | 1B              |
| 6               | Luis Arraez      | Miami Marlins        | 2B              | 6               | Adolis García   | Texas Rangers      | RF              |
| 7               | Sean Murphy      | Atlanta Braves       | C               | 7               | Austin Hays     | Baltimore Orioles  | CF              |
| 8               | Corbin Carroll   | Arizona Diamondbacks | LF              | 8               | Josh Jung       | Texas Rangers      | 3B              |
| 9               | Orlando Arcia    | Atlanta Braves       | SS              | 9               | Jonah Heim      | Texas Rangers      | C               |
|                 | Zac Gallen       | Arizona Diamondbacks | P               |                 | Gerrit Cole     | New York Yankees   | P               |

| Zespół | 1 | 2 | 3 | 4 | 5 | 6 | 7 | 8 | 9 | R | H | E |
| --- | - | - | - | - | - | - | - | - | - | - | - | - |
| National League | 0 | 0 | 0 | 1 | 0 | 0 | 0 | 2 | 0 | 3 | 9 | 0 |
| American League | 0 | 1 | 0 | 0 | 0 | 1 | 0 | 0 | 0 | 2 | 7 | 1 |
| WP: Camilo Doval (1–0) LP: Félix Bautista (0–1) SV: Craig Kimbrel (1) Home runy: NL: Elías Díaz (1) AL: Yandy Díaz (1) |   |   |   |   |   |   |   |   |   |   |   |   |

## Składy
| Miotacze - 51 David Bednar (2) - 39 Corbin Burnes (3) - 38 Alex Cobb (1) - 43 Alexis Díaz (1) - 75 Camilo Doval (1) - 55 Bryce Elder (1) - 23 Zac Gallen (1) - 40 Josiah Gray (1) - 71 Josh Hader (5) - 23 Mitch Keller (1) - 22 Clayton Kershaw (10) - 31 Craig Kimbrel (9) - 34 Kodai Senga (1) - 35 Justin Steele (1) - 99 Spencer Strider (1) - 0 Marcus Stroman (2) - 38 Devin Williams (2) Łapacze - 35 Elías Díaz (1) - 12 Sean Murphy (1) - 16 Will Smith (1) DH - 28 J.D. Martinez (6) |  | Wewnątrzpolowi - 1 Ozzie Albies (3) - 20 Pete Alonso (3) - 11 Orlando Arcia (1) - 28 Nolan Arenado (7) - 3 Luis Arráez (2) - 5 Freddie Freeman (7) - 28 Matt Olson (2) - 2 Geraldo Perdomo (1) - 27 Austin Riley (2) - 7 Dansby Swanson (2) Zapolowi - 13 Ronald Acuña Jr. (4) - 50 Mookie Betts (7) - 7 Corbin Carroll (1) - 8 Nick Castellanos (2) - 12 Lourdes Gurriel Jr. (1) - 12 Jorge Soler (1) - 22 Juan Soto (3) |  | Menadżer - 43 Rob Thomson |

| Miotacze - 74 Félix Bautista (1) - 78 Yennier Canó (1) - 58 Luis Castillo (3) - 48 Emmanuel Clase (2) - 45 Gerrit Cole (6) - 17 Nathan Eovaldi (2) - 53 Carlos Estévez (1) - 34 Kevin Gausman (2) - 54 Sonny Gray (3) - 74 Kenley Jansen (4) - 68 George Kirby (1) - 49 Pablo López (1) - 22 Michael Lorenzen (1) - 18 Shane McClanahan (2) - 68 Jordan Romano (2) - 59 Framber Valdez (2) Łapacze - 28 Jonah Heim (1) - 13 Salvador Pérez (8) - 35 Adley Rutschman (1) DH - 17 Shohei Ohtani (2) |  | Wewnątrzpolowi - 11 Bo Bichette (2) - 2 Yandy Díaz (1) - 5 Wander Franco (1) - 53 Adolis García (2) - 27 Vladimir Guerrero Jr. (3) - 6 Josh Jung (1) - 15 Whit Merrifield (3) - 11 José Ramírez (5) - 5 Corey Seager (4) - 2 Marcus Semien (2) Zapolowi - 44 Yordan Álvarez (2) - 56 Randy Arozarena (1) - 21 Austin Hays (1) - 99 Aaron Judge (5) - 88 Luis Robert Jr. (1) - 25 Brent Rooker (1) - 44 Julio Rodríguez (2) - 27 Mike Trout (11) - 30 Kyle Tucker (2) |  | Menadżer - 12 Dusty Baker |